# Hitzlinger Graben
Der Hitzlinger Graben ist ein Bach in Hitzling, einem Ortsteil der bayerischen Stadt Vilshofen an der Donau. Er entspringt östlich von Hitzling in einem Waldstück und mündet im Ortsteil Grafenmühl in die Vils, welche in die Donau fließt.
Der Bach hat eine Gesamtlänge von 2,31 km und ein Einzugsgebiet von 2,491 km². Im Gemeindegebiet von Hitzling mündet der Sathlohgraben in das Fließgewässer. Der Bach ist während des gesamten Verlaufes mehrfach kanalisiert und unterquert mithilfe von Rohrleitungen mehrere Straßen, unter anderem die St 2083 von Vilsbiburg nach Vilshofen an der Donau.